# Bílé moře
Bílé moře (rusky Белое море) je malé vnitrozemské moře Severního ledového oceánu u severních břehů evropské části Ruska. Z jihu a jihovýchodu je ohraničuje severní pobřeží Ruska, ze západu Karélie a ze severu poloostrov Kola. Má rozlohu 90 000 km². Dosahuje průměrné hloubky 60 m a největší hloubku 330 m (v severovýchodní části Kandalakšského zálivu).

## Průlivy, zálivy, ostrovy, řeky

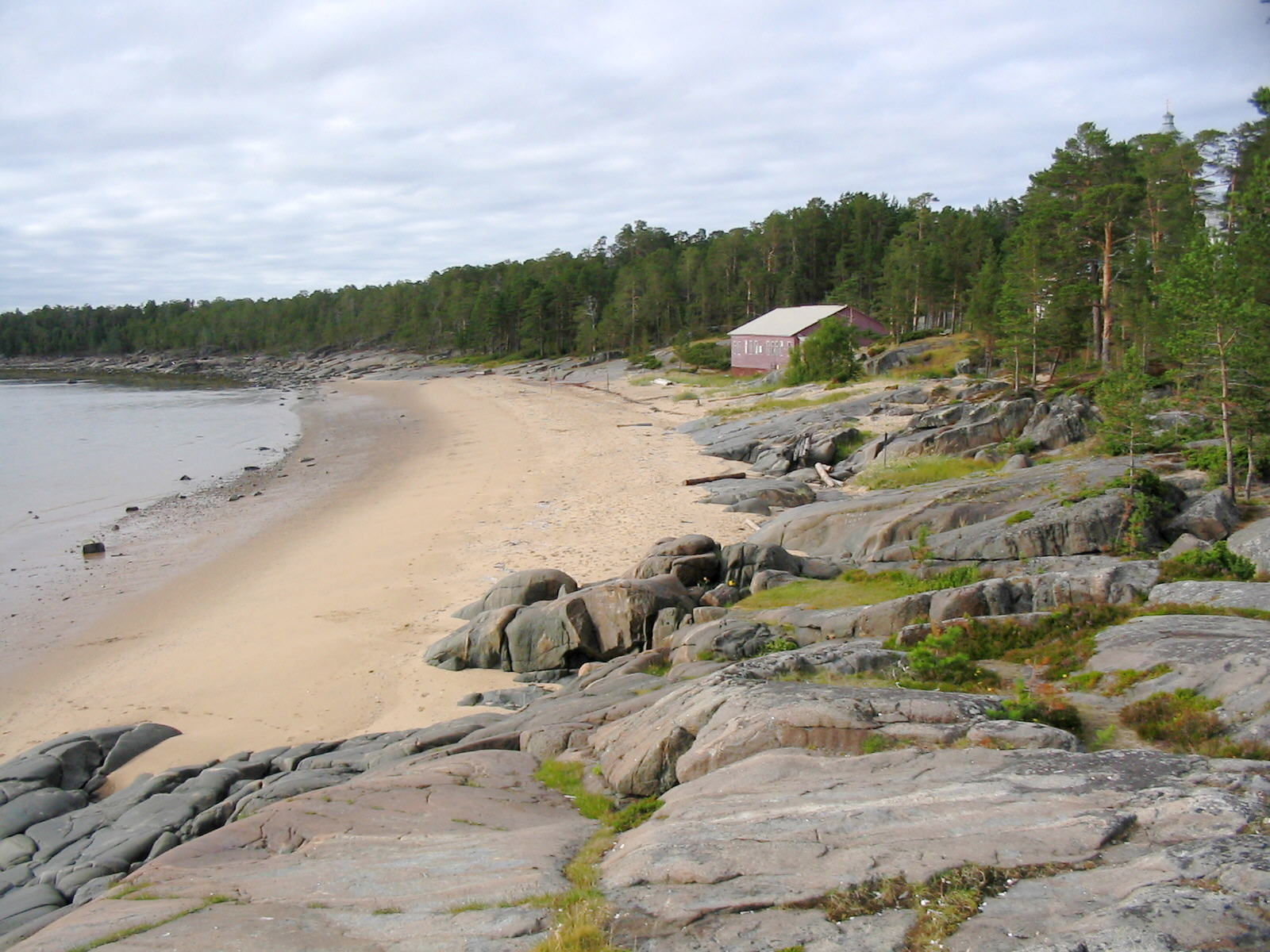
Pobřeží ostrova Kij v Oněžské zátoce. (2006)

Na severovýchodě je průlivem Gorlo (Горло), jehož severní část se nazývá Voronka (Воронка), spojena s Barentsovým mořem. Hranice mezi nimi probíhá mezi mysy Kanin nos (Канин Нос) a Svjatoj nos (Святой Нос). Velké zálivy, nazývané guby (губы) jsou Kandalakšský, Oněžský, Dvinský a Mezeňský. Velké ostrovy jsou Solověcký, Mroží ostrov (Моржовец) a Muďjugskij (Мудьюгский). Severozápadní břehy jsou vysoké a skalnaté, zatímco jihovýchodní ploché a nízké. Do Bílého moře se vlévají řeky Severní Dvina, Mezeň, Oněga, Vyg, Niva, Umba, Varzuga, Ponoj aj.

## Charakteristika dna
Bílé moře je šelfové moře, jehož prohlubeň současně představuje okrajově nemateřskou depresi, vzniklou na skloně krystalického Baltského štítu. Dno moře má silně členitý reliéf. V severozápadní části se nachází Kandalakšská propadlina (Кандалакшская впадина) s ostře řezanými okraji zřejmě zlomového původu. Na jih od ní se nachází vyvýšenina základna Solověckých ostrovů. Mnoho nevelkých podvodních vyvýšenin tzv. lud (луд) se nachází v Oněžském zálivu. V Gorle, Voronke a Mezeňském zálivu jsou charakteristické podvodní písečné kosy, vytvořené přílivovým prouděním. Složení dna převážné části moře a Dvinského zálivu představuje jíl a písečný jíl, v Kandalakšském a Oněžském zálivu převládá písčitý a kamenitý základ. Nezřídka (hlavně blízko břehu) jsou na dně obnažené ledovcové pozůstatky. Kotlina Bílého moře byla v polední době ledové vyplněná ledem, podobně jako v případě historicky spřízněného Baltského moře. Teprve když kraj ledovce odstoupil na severozápad, byla kotlina zatopena mořskou vodou.

## Klima

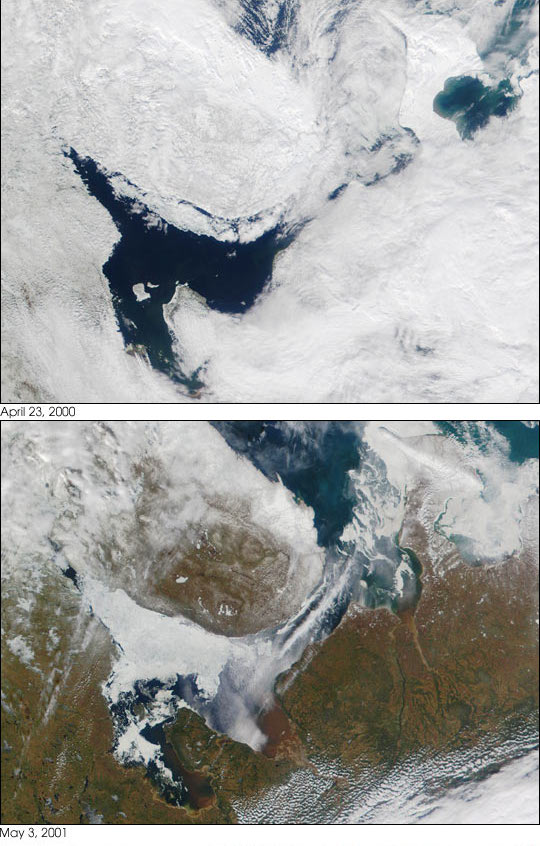
Zamrzlé a rozmrzlé Bílé moře

Klima je přechodové od mořského polárního k mírnému kontinentálnímu. Průměrná teplota vzduchu je v lednu od -9 do -13 °C a v červenci od 8 do 15 °C. V zimě převládají jihozápadní větry a v létě severovýchodní. Oblačnost v průběhu celého roku je velká (7 až 8 stupňů). Časté jsou mlhy. Roční úhrn srážek se zmenšuje od jihu (529 mm – Oněga) k severu (282 mm Kanin nos).

## Vlastnosti vody
Teplota vody na povrchu je v létě od 6,9 °C (Voronka, Gorlo, Oněžský záliv) do 15 °C (střední část) a s objevením ledu v zimě od -1,3 do -1,7 °C uprostřed a od -0,5 do -0,7 °C v zálivech. Slanost vody je ve Voronce 34 až 34,5 ‰, v Gorle 30,5 ‰ a uprostřed 24 až 26 ‰. Led se objevuje v říjnu až v listopadu a zůstává do května až června. Hlubinné vody Bílého moře (pod 100 m) se vyznačují stálou teplotou (-1,4 °C) a slaností (30 ‰).

## Proudy
Povrchové proudy v odkryté části moře jsou slabé, nestálé a jejich rychlost je menší než 1 km/hod. V zálivech se rychlost proudů výrazně zvyšuje. Přes Voronku a Gorlo probíhá stálá výměna vody mezi Bílým mořem a Barentsovým mořem. Zde mají hlavní význam přílivové proudy. Příliv je pravidelný dvanáctihodinový od 1 m (na jihu) do 10 m (v Mezeňském zálivu). Hlubinné vody se formují v zimě při procesu ochlazování a turbulentního promíchávání v Gorle.

## Fauna
Fauna je představována zástupci arktických i severních forem. Na dně žije 720 druhů, ryb je více než 60 druhů a mořských savců 5 druhů (bez občasně se zatoulaných).

## Historie
Bílé moře znali již Novgorodci v 11. století. Bohatství území na kožešinovou a mořskou zvěř a pohodlné mořské spojení umožnili jeho rychlé ovládnutí. Už v této době byly navázány tržní vztahy mezi národy usídlenými na březích Kaspického a Bílého moře, které se utužovaly díky říčnímu spojení. Na březích Bílého moře se objevilo staré ruské osídlení (Cholmogory).

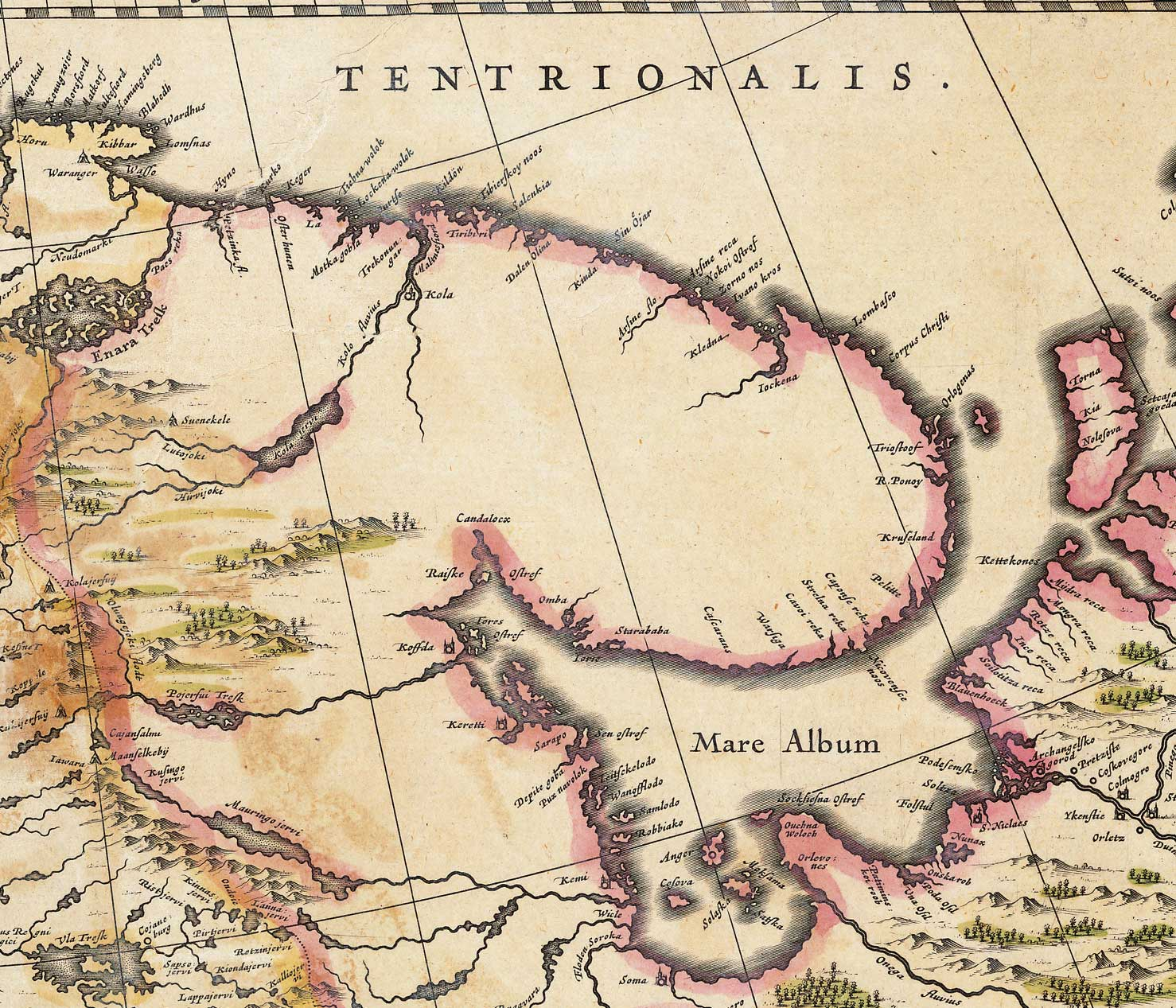
Mapa Bílého moře a okolí z nizozemského atlasu z roku 1635

Roku 1492 z Cholmogory vyplula flotila obchodních lodí s obilím a moskevským vyslancem velkoknížete Ivana III. do Dánska, tím se Cholmogory staly prvním mezinárodním ruským přístavem. První zahraniční loď, která do Cholmogory doplula, byla anglická loď Edward Bonaventura pod vedením navigátora Richarda Chancellora v roce 1553. Spolu s dalšími dvěma loděmi kapitána Hugha Willoughbyho se Chancellor pokusil jako první proplout severní cestou do Indie a Číny. Tato výprava byla sponzorovaná králem Eduardem IV. a skupinou 240 anglických obchodníků, kterým Londýn dal pověření obchodovat se zeměmi, které po cestě do Číny navštíví. Willoughsby objevil Novou Zemi, ale pak zahynul spolu s posádkou dvou lodí u Kolského poloostrova. Chancellor prozkoumal pobřeží Bílého moře, vše si zapsal, zmapoval a z Cholmogory se vydal do Moskvy, kde se setkal s carem Ivanem IV. Hrozným. Roku 1554 se Chancellor vrátil do Anglie, popsal ruský sever, který byl pro většinu Evropy tehdy neznámý, předal královně dopisy od cara a navázal obchodní spolupráci mezi Anglií a Ruskem. V Londýně vznikla Moskevská společnost, která získala monopol na obchod mezi oběma zeměmi přes Bílé moře, které tak nabylo na ekonomickém významu.
Nizozemské lodě brzy následovaly anglické a Cholmogory se staly důležitým překladištěm kožešin, ryb, obilí, vosku a medu. Brzy zde vznikly také první zahraniční obchody a manufaktury (převážně na výrobu lan). Cholmogory byly opevněny a odolaly roku 1613 polskému obléhání. Zvýšený počet obchodních lodí překročil kapacitu cholmogorského přístavu, mělké vody v okolí města omezovaly kapacitu velkých anglických lodí a tak roku 1584 na příkaz cara vzniklo nové přístavní město - Nové Cholmogory, které byly od roku 1596 známy jako Archangelsk.
Od konce 15. do začátku 18. století bylo Bílé moře významnou mořskou cestou, která spojuje Rusko se Západní Evropou. Na začátku 18. století se jeho význam zmenšil v souvislosti se založením Sankt Petěrburgu a otevřením přístupu Ruska k Baltskému moři. Od 20. let 20. století se významná část mořských transportů začala uskutečňovat přes nezamrzající přístav Barentsova moře Murmansk.
První hydrografické průzkumy Bílého moře jsou z poloviny 16. století. Podrobné mapování a vyměřování bylo provedeno v letech 1827-32 vědcem M. F. Rejnekem, který sestavil a vydal Atlas Bílého moře a provedl jeho hydrografický popis. Pravidelná meteorologická pozorování začala v roce 1840 a na začátku 20. století začal hydrologický průzkum. Ve druhé polovině 19. století začalo expediční zkoumání Bílého moře, během kterého se prováděl hlubokovodní hydrologický a biologický výzkum. V letech 1891-1902 byl dokončen kompletní hlubokovodní výzkum pod vedením N. M. Knipoviče. Na konci 19. a na začátku 20. století bylo dokončeno kompletní podrobné hydrografické zaměření a zmapování.
V srpnu 2019 na zkušební střelnici u Severodvinsku při zkoušce raketových motorů na kapalné palivo nastal výbuch a požár. Přilehlá oblast Bílého moře, Dvinský záliv, byla na měsíc uzavřena pro civilní plavbu. Při neštěstí zahynuli dva specialisté, další tři lidé zemřeli později v nemocnici a další lidé byli zraněni. V okruhu 40 km od místa výbuchu se zvýšila radioaktivita. Uzavření Dvinského zálivu podle ruských úřadů bylo z preventivních důvodů, aby se do mořských vod nedostalo toxické raketové palivo. Rusko podrobně nevysvětlilo, co přesně vybuchlo. Podle západních médií vybuchla střela s jaderným pohonem, známá jako 9M730 Burevestnik (Buřňák), kterou NATO označuje jako SSC-X-9 Skyfall. Tuto teorii podpořil i americký prezident Donald Trump. Podle ruských nezávislých expertů není vyloučeno, že se u Severodvinsku pracovalo na nějaké tajné budoucí zbrani.

## Přístavy, doprava
Bílé moře má velký význam pro dopravu. Spojuje ekonomické oblasti na severu Evropy s přístavy v asijské části Ruska a jiných zemích. Velké přístavy Bílého moře jsou Archangelsk, Belomorsk, Oněga, Mezeň, Kem, Kandalakša, Severodvinsk a Umba. V hrubém obratu převládá dřevo, uhlí a sůl. Bílé moře je spojeno Bělomořsko-baltským kanálem s Baltským mořem a Volžsko-baltskou vodní cestou s Azovským, Černým a Kaspickým mořem. Jelikož je Bílé moře zcela obklopené ruským územím, je doprava na něm téměř výhradně vnitroruská. Archangelsk je od sovětské éry významnou základnou nejprve sovětského a nyní ruského válečného loďstva.

## Hospodářství
V Bilém moři je prováděn intenzivní komerční rybolov. Za rok 2017 bylo uloveno 1 964 tun ryb a dalších mořských živočichů.
Nejvíce se zde loví sleď, treska, losos, navaga, platýs, síh ale také tuleni. Počet síh neustále klesá, zejména po úniku ropy v roce 1995.
Intenzivní rybolov citelně narušil početní stavy lososů a ruská vláda se snaží o obnovení tradiční rybářské kultury.
V Oněžském zálivu a v pobřežních oblastech Soloveckých ostrovů se sbírají mořské řasy. Do budoucna se předpokládá zvýšený sběr řas v Lumbovské zátoce (možný sběr až 10 tisíc tun ročně).